# Sebastià Taltavull Anglada
Sebastià Taltavull Anglada (Ciutadella de Menorca, 28 gennaio 1948) è un vescovo cattolico spagnolo, dal 19 settembre 2017 vescovo di Maiorca.

## Biografia
Sebastià Taltavull Anglada è nato a Ciutadella de Menorca il 28 gennaio 1948.

### Formazione e ministero sacerdotale
Tra il 1959 e il 1970 ha compiuto gli studi ecclesiastici presso il seminario diocesano di Minorca. Ha conseguito la laurea in teologia dogmatica presso la Facoltà di teologia "San Cugat" di Barcellona.
Il 23 settembre 1972 è stato ordinato presbitero per la diocesi di Minorca da monsignor Miguel Moncadas Noguera. La sua vita sacerdotale si è sviluppata principalmente a Minorca ed è stata dedicata specialmente ai giovani e alla catechesi. Ha prestato servizio come direttore della casa diocesana di ritiro di Monte Toro dal 1972 al 1984; delegato diocesano della gioventù dal 1972 al 1989; primo segretario del consiglio pastorale diocesano dal 1973 al 1977; rettore del santuario diocesano di Nostra Signora del Monte Toro dal 1975 al 1984; formatore dal 1977 al 1984 e professore di teologia dogmatica dal 1977 al 1994 del seminario diocesano e dell'Istituto diocesano di teologia; segretario del consiglio presbiterale e del collegio dei consultori dal 1983 al 1989; parroco di San Rafael de Ciutadella dal 1984 al 1992; delegato diocesano per la catechesi dal 1989 al 1995; vicario generale e moderatore della curia dal 1989 al 2002; economo diocesano dal 1992 al 1995; consigliere del centro catechistico di San Miguel dal 1992 al 2005; rettore del seminario diocesano dal 1995 al 2002; parroco della cattedrale di Santa Maria e di San Francisco d'Assisi a Ciutadella de Menorca, decano del capitolo e canonico penitenziere dal 2002 al 2005 e delegato diocesano per le comunicazioni sociali e le relazioni istituzionali dal 2002 al 2005. Dal 1996 al 1998 è stato moderatore dell'Assemblea diocesana di Minorca. È stato membro del consiglio della sottocommissione episcopale per la catechesi dal 2002 e direttore del segretariato della commissione episcopale per la pastorale della Conferenza episcopale spagnola dal 2005 alla nomina episcopale.
Ha anche dedicato alcuni anni all'insegnamento come professore di religione nelle scuole e ha lavorato con i giovani come membro del Young Christian Movement, dei gruppi di tutela della vita e di scout.

### Ministero episcopale
Il 28 gennaio 2009 papa Benedetto XVI lo ha nominato vescovo ausiliare di Barcellona e titolare di Gabi. Ha ricevuto l'ordinazione episcopale il 21 marzo successivo nella cattedrale di Barcellona dal cardinale Lluís Martínez Sistach, arcivescovo metropolita di Barcellona, co-consacranti l'arcivescovo Manuel Monteiro de Castro, nunzio apostolico in Spagna e Andorra, e il vescovo di Lleida Juan Piris Frígola.
Nel marzo del 2014 ha compiuto la visita ad limina.
È stato amministratore apostolico della diocesi di Maiorca dall'8 settembre 2016 al 19 settembre 2017, quando papa Francesco lo ha nominato vescovo di Maiorca. Ha preso possesso della diocesi il 25 novembre successivo.
In seno alla Conferenza episcopale spagnola è membro della commissione per le comunicazioni sociali dal marzo del 2017. In precedenza è stato membro della commissione per la pastorale dal 2009 al 2011; presidente della stessa e membro del consiglio permanente dal 2011 al 2017 e membro della commissione per la pastorale dal 2017 al 2020.

## Genealogia episcopale
La genealogia episcopale è:
- Cardinale Scipione Rebiba
- Cardinale Giulio Antonio Santori
- Cardinale Girolamo Bernerio, O.P.
- Arcivescovo Galeazzo Sanvitale
- Cardinale Ludovico Ludovisi
- Cardinale Luigi Caetani
- Cardinale Ulderico Carpegna
- Cardinale Paluzzo Paluzzi Altieri degli Albertoni
- Papa Benedetto XIII
- Papa Benedetto XIV
- Papa Clemente XIII
- Cardinale Marcantonio Colonna
- Cardinale Giacinto Sigismondo Gerdil, B.
- Cardinale Giulio Maria della Somaglia
- Cardinale Carlo Odescalchi, S.I.
- Cardinale Costantino Patrizi Naro
- Cardinale Serafino Vannutelli
- Cardinale Domenico Serafini, Cong. Subl. O.S.B.
- Cardinale Pietro Fumasoni Biondi
- Cardinale Ildebrando Antoniutti
- Cardinale Narciso Jubany Arnau
- Cardinale Lluís Martínez Sistach
- Vescovo Sebastián Taltavull Anglada